# Chiki liki tu-a
Chiki liki tu-a ist eine slowakische Alternative-Rock-Band aus Prešov in der Region Šariš, Ostslowakei. Die Lieder sind aus einer Menge an Genren inspiriert worden, die Texte haben eine eigene Nonsenspoetik, die stark von der multikulturellen Umgebung von Prešov geprägt ist. Die Band hat Konzerte vorwiegend in der Slowakei, aber auch im Ausland wie Tschechien, Ungarn, Deutschland, Frankreich und Mazedonien.
Die Band ist bekannt für ihre vielseitigen Konzertprojekte, in denen sie diverse Musikgenres und Persönlichkeiten aus der tschechischen und slowakischen Popkultur parodiert. Medienaufmerksamkeit und Bekanntheit in der breiten Öffentlichkeit ist ihr mit dem Hit Láska moja de si gelungen.

## Geschichte
Die Band hat sich im Juni 1994 in einem Proberaum in Prešov, dem slowakischen „Seattle“, zusammengefunden, die ersten drei Jungs mit minimalen Kenntnissen im Bereich von Musikinstrumenten. Chiki liki tu-a wurde gegründet von Martin Višňovský, Marián Ivan und Peter Šima. Nach ersten Versuchen wurde im September 1995 ein Konzertprogramm verfasst, diesmal schon mit dem Tasteninstrumentalisten Tomáš Višňovský. Die Band durchlief danach mehrere Veränderungen. Die heutige Band besteht aus den Brüdern Martin Višňovský (Gesang, Bass), Tomáš Višňovský (Schlagzeug) und Ľuboslav Petruška (Gitarre).

## Diskografie
- Nezatváraj Milan dvere (1998) - MC, eigene Auflage (Primitives Records)
- Budeš musel vlasy na blond prefarbil (2000) - MC, Dub Art
- Kysak (2002) - 2CD, Reedition der ersten beiden Alben + Bonus, Agentur Pohoda
- Choďte sa hrať pred vlastný vchod (2003) - CD, Millennium Records
- Dvojkilometrový jeleň (2005) - CD, Sony BMG